# Shaun Donovan

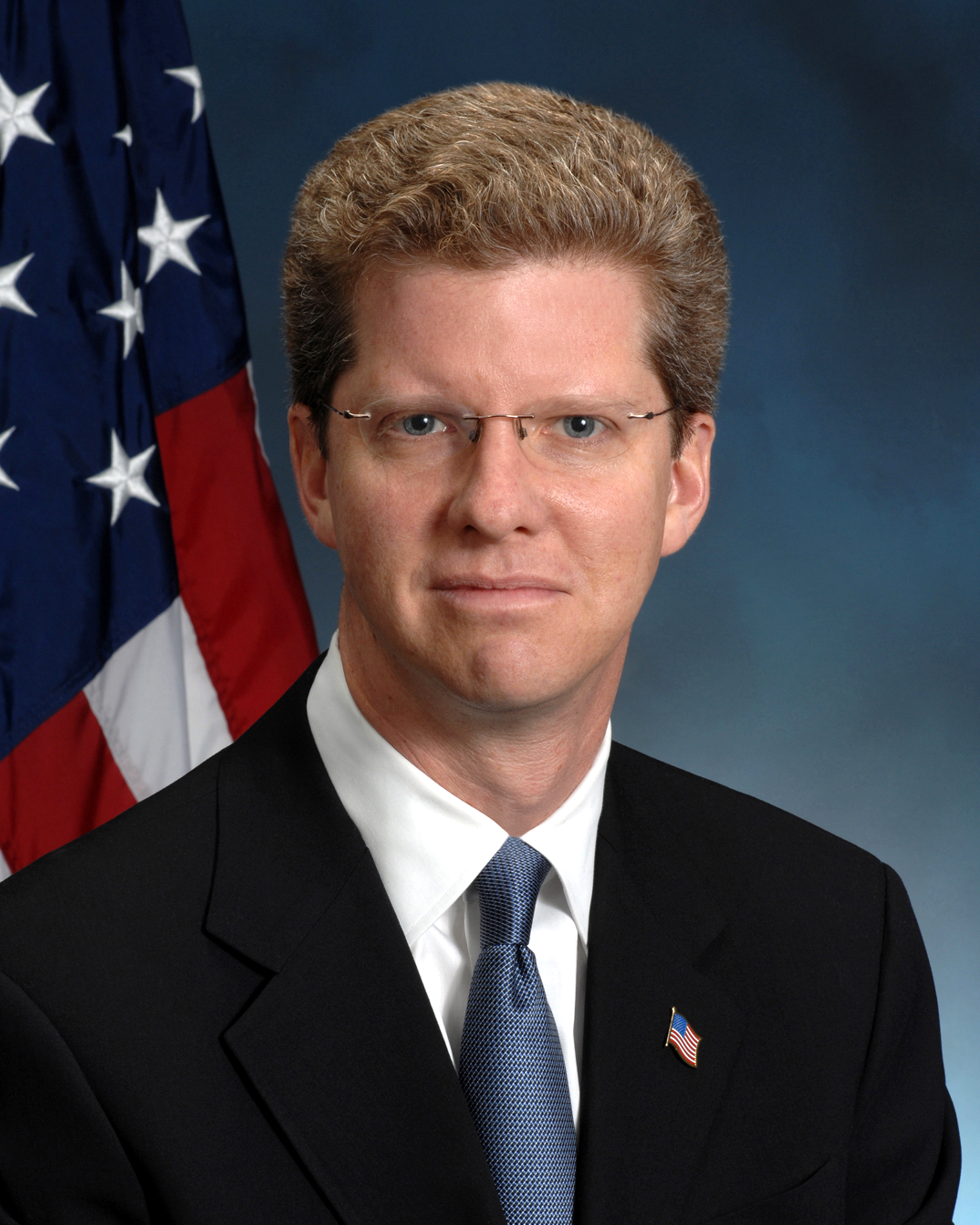
Shaun Donovan

Shaun Donovan (* 24. Januar 1966 in New York City) ist ein US-amerikanischer Politiker der Demokratischen Partei. Er war von 2009 bis 2014 der Bauminister im Kabinett des US-Präsidenten Barack Obama; anschließend übernahm er bis 2017 die Leitung des Office of Management and Budget.

## Werdegang
Donovan studierte an der Harvard University. Dort erlangte er Master-Abschlüsse in öffentlicher Verwaltung an der John F. Kennedy School of Government sowie in Architektur an der Graduate School of Design. Im Anschluss war er für die Community Preservation Corporation in New York tätig, eine Non-Profit-Organisation, die den Bau bezahlbarer Häuser förderte. Während der Präsidentschaft von Bill Clinton arbeitete er bereits als Unterstaatssekretär (Deputy Assistant Secretary) für das Bauministerium und war dort für den Bereich Mehrfamilienhäuser verantwortlich. Während dieser Zeit war er auch kommissarischer Leiter der Federal Housing Administration.
Nach dem Übergang zur Bush-Regierung war Donovan zunächst in der freien Wirtschaft tätig, ehe ihn New Yorks Bürgermeister Michael Bloomberg 2004 zum Leiter der städtischen Wohnungsentwicklungsbehörde (Department of Housing Preservation and Development) machte. Am 13. Dezember 2008 gab der gewählte Präsident Barack Obama seine Nominierung als Nachfolger von Bauminister Steve Preston bekannt; die Bestätigung durch den US-Senat erfolgte am 22. Januar 2009, woraufhin Donovan sein Amt antreten konnte. Am 28. Juli 2014 trat der ehemalige Bürgermeister von San Antonio, Julián Castro, Donovans Nachfolge als neuer Minister für Wohnungsbau und Stadtentwicklung an. Dieser übernahm stattdessen die Leitung des Office of Management and Budget, das nach dem Wechsel von Sylvia Mathews Burwell ins Gesundheitsministerium kommissarisch von Brian Deese geführt worden war.
Bei der State of the Union Address im Jahr 2010 war Donovan Designated Survivor. Er wäre im Falle eines tödlichen Anschlages auf das Kapitol der höchstrangige Überlebende gewesen und hätte die Nachfolge von Barack Obama als Präsident angetreten.